# Miguel de Bulhões e Souza

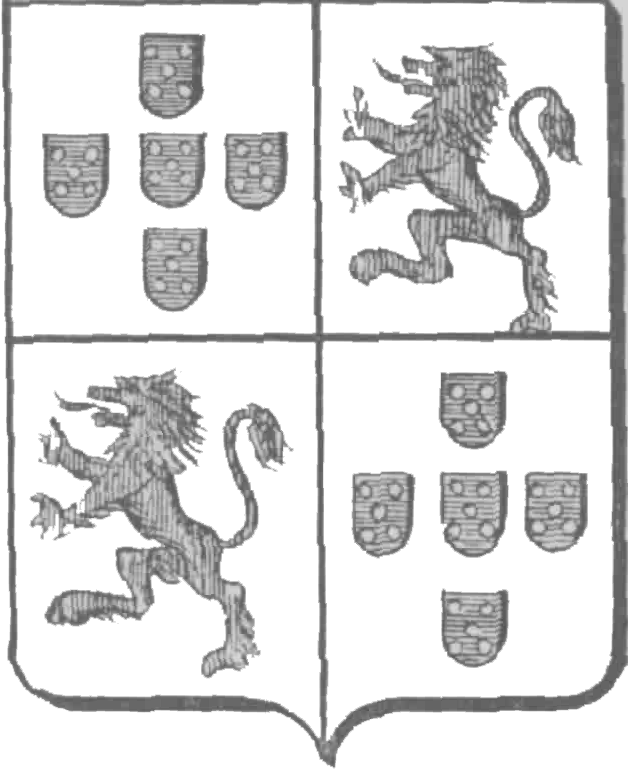
Wappen von Bischof Miguel de Bulhões e Souza

Miguel de Bulhões e Souza OP (* 13. April 1706 in Verdemilho, Portugal; † 14. September 1779) war ein portugiesischer Ordensgeistlicher und römisch-katholischer Bischof von Leiria.

## Leben
Miguel de Bulhões e Souza trat der Ordensgemeinschaft der Dominikaner bei und legte am 24. November 1723 die Profess ab. Er wurde am 4. März 1730 zum Diakon geweiht und empfing am 12. März desselben Jahres das Sakrament der Priesterweihe.
Am 28. März 1746 ernannte ihn Papst Benedikt XIV. zum Bischof von Malakka. Der Patriarch von Lissabon, Tomás de Almeida, spendete ihm am 29. Juni desselben Jahres die Bischofsweihe; Mitkonsekratoren waren der Weihbischof in Lissabon, José Dantas Barbosa, und der emeritierte Bischof von São Sebastião do Rio de Janeiro, João da Cruz Salgado de Castilho OCD.
Am 19. Februar 1748 bestellte ihn Benedikt XIV. zum Koadjutorbischof von Belém do Pará. Miguel de Bulhões e Souza wurde am 18. Mai 1748 in Nachfolge des zurückgetretenen Guilherme de São José Antonio de Aranha Bischof von Belém do Pará. Am 24. März 1760 ernannte ihn Papst Clemens XIII. zum Bischof von Leiria.